# 白色圣玛利亚教堂 (塞维利亚)
白色圣玛利亚教堂（西班牙语：Iglesia de Santa María la Blanca）又名雪地圣母堂（西班牙语：Iglesia de Santa María de las Nieves），是一座罗马天主教堂区教堂，位于西班牙安达卢西亚塞维利亚老城区的圣巴尔多禄茂区（barrio de San Bartolomé），Borrominesco风格 ，建于17世纪。该堂为雪中圣母玫瑰善会（西班牙语：Hermandad del Rosario de Nuestra Señora de las Nieves）的所在地。 1995年，该堂公布为西班牙文化财产。

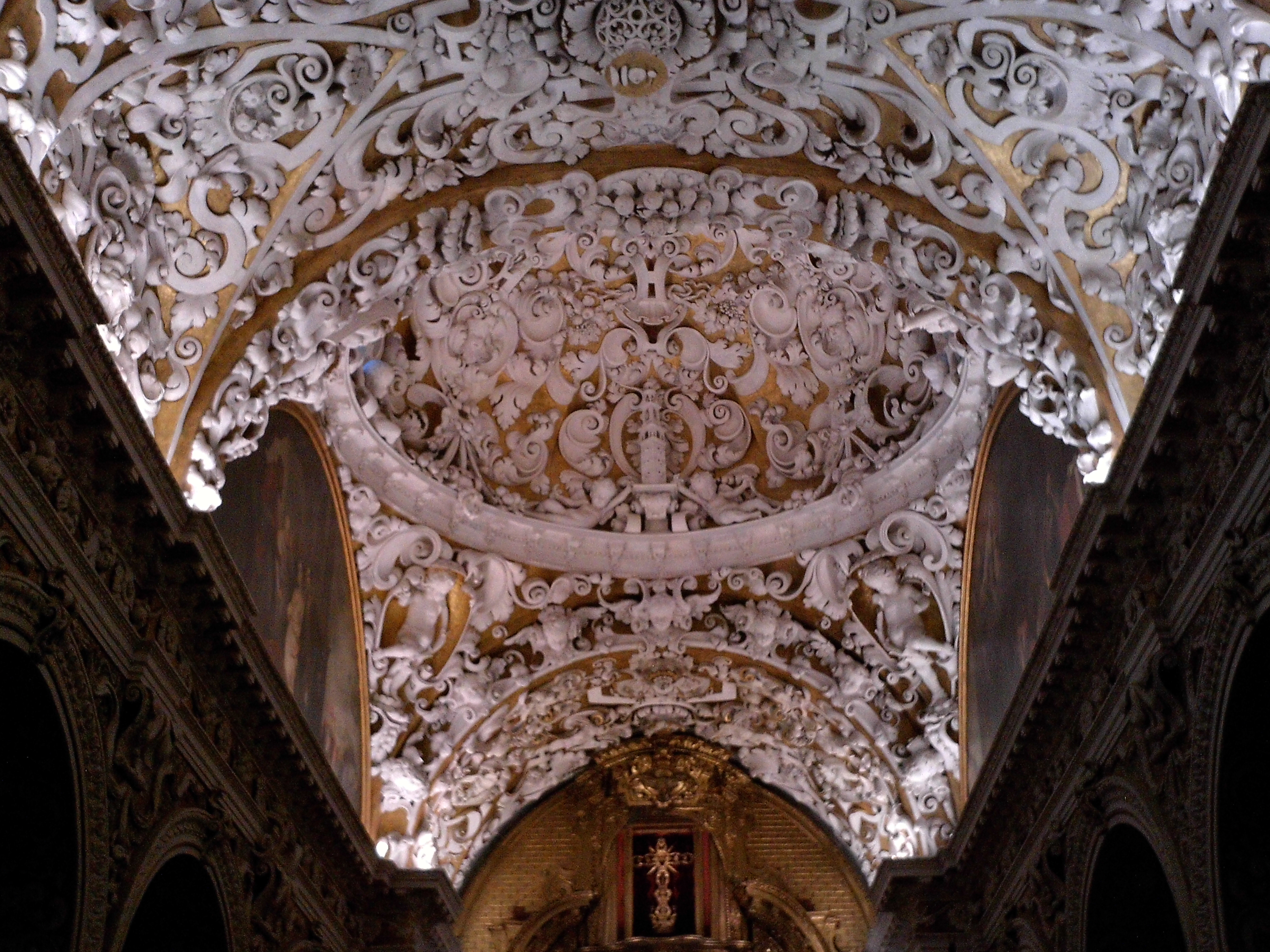
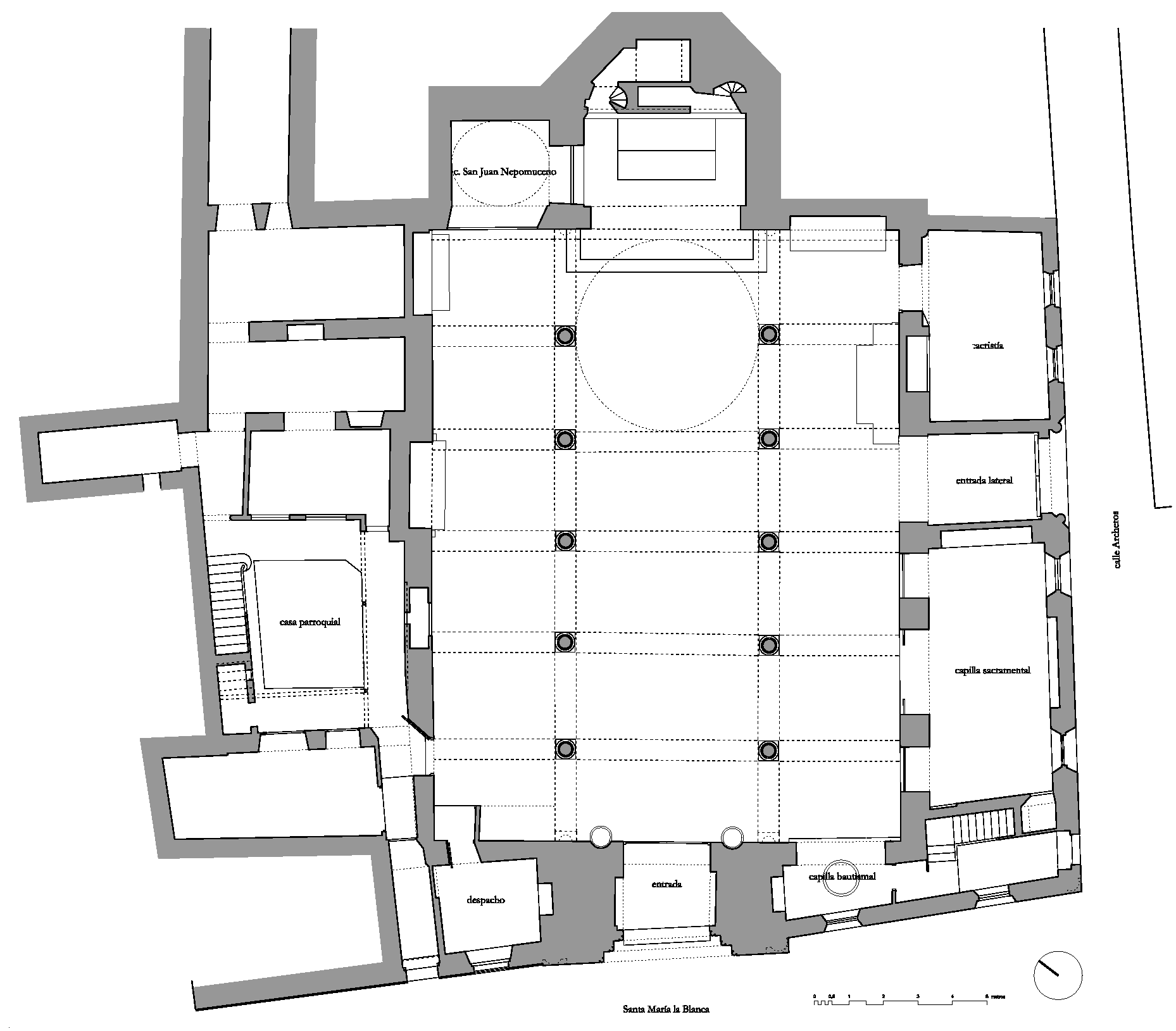
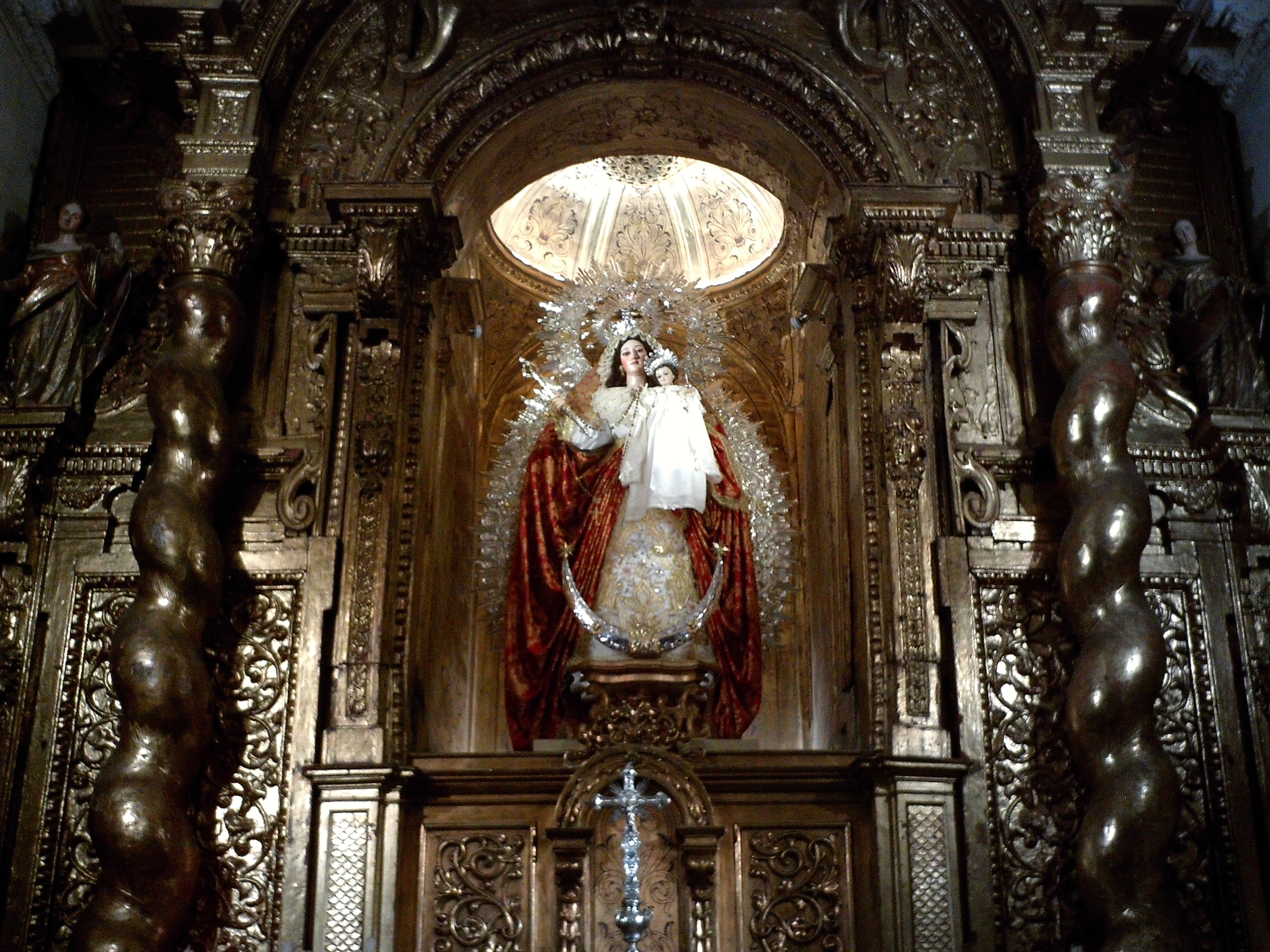